# Зырянов, Пётр Данилович
Пётр Дани́лович Зыря́нов (1733—?) — екатеринбургский купец 2-й гильдии, пятый бургомистр екатеринбургской ратуши (декабрь 1765 — апрель 1770), первый городской голова Екатеринбурга (в 1767—1770 годах, в 1784—1787 годах исполнял должность повторно).

## Биография
Происходил из крестьян Арамильской слободы. В екатеринбургский посад был записан с отцом и братом Иваном в конце 1750-х годов, торговал продовольствием. С 1755 года входил в рудопромышленную компанию Иткульского медного рудника, одновременно П. Д. Зырянов занимался рудным промыслом: совместно с купцом Иваном Хлепятиным владел Шилово-Исетским медным рудником, а после смерти компаньона в 1780-х годах стал поверенным в делах его сына. Вместе с обычным наймом приписных крестьян Зырянов использовал труд купленных дворовых людей.
В 1771 году построил первую на екатеринбургском гостином дворе каменную харчевню, а затем ещё несколько подобных. В 1776 году Пётр Данилович был записан во 2-ю купеческую гильдию.
В период своего нахождения на посту бургомистра екатеринбургской ратуши с декабря 1765 по апрель 1770 года оказал содействие консолидации городского посада, концентрации в городе торгового капитала, а также расцвету в Екатеринбурге местного рудного промысла. Бургомистром Зыряновым была также введена система мер по сбору вексельных долгов через ратушу.
П. Д. Зырянов ратовал за неуклонное соблюдение финансовых обязательств местными купцами. В 1766—1770 году он через ратушу добился отмены нескольких тяжёлых обязанностей екатеринбургских жителей, таких как выбор заводских купчин из торговых людей, служба посадских людей в полицейских десятниках, наряд посадских людей из пригородных селений в подводную гоньбу; способствовал
учреждению в Екатеринбурге почтового ямщицкого двора, прекратившего практику размещения приезжих на постой в домах городских обывателей.
30 марта 1767 года в связи с выборами депутатов во Всероссийскую Уложенную комиссию, учреждённую Екатериной II для составления свода судебных законов, П. Д. Зырянов был избран от екатеринбургского посада первым городским головой. Это означало придание Екатеринбургу самостоятельного юридического статуса наравне с губернскими и уездными городами.
Оставался городским головой до 1770 года и в этой должности председательствовал на выборах в городовые службы. Повторно избран городским головой после сложения полномочий купца Алексея Семенова, занимавшего этот пост в 1781—1784 годах На сей раз обязанности городского головы он выполнял с сентября 1784 года по сентябрь 1787 года формально возглавляя городовой магистрат, имел полномочия председателя при выборах по городу, в частности в ноябре 1784 года при выборах екатеринбургского губернского магистрата и в сентябре 1787 года при выборе общей городской думы. В 1770—1790-е года вместе с сыном Василием занимался мясными и сальными торгами, рудным промыслом, а также выполнял подряды заводской администрации на поставки горнового и трубного камня. Помимо этого торговал иконами.
В 1800-е года был записан мещанином.